# Heinrich Eickholt
Heinrich Eickholt  (* 15. August 1927 in Herbern; † 21. Dezember 2018 in Ostbevern) war ein deutscher Pädagoge, Schriftsteller und Heimatforscher.

## Leben
Nach seinem Einsatz als Flakhelfer wurde er im letzten Kriegsjahr noch zur Wehrmacht einberufen. So erlebte er als junger Mensch die Tragik eines sinnlosen Krieges, was für ihn ein prägendes Erlebnis blieb. Danach ging er seinem Wunschstudium nach und studierte an der Pädagogischen Hochschule Westfalen-Lippe. Nach einigen Zwischenstationen wurde ihm Anfang der 1950er Jahre die Schule im Brock anvertraut. Dort unterrichtete Eickholt gleichzeitig bis zu 80 Schüler und Schülerinnen aller Jahrgänge, von der Einschulung bis zur Schulentlassung. Zudem war er als Berufsschulunterricht für die Landwirte in Ostbevern tätig. Die Schulreform beendete dies und er ließ sich als Volks- und Hauptschullehrer ins Dorf versetzen. Erst 1991, nach mehr als 40 Dienstjahren, trat Heinrich Eickholt in den Ruhestand.
Er engagierte sich als Fußballobmann beim BSV Ostbevern, als ehrenamtlicher Vorstandsvorsitzender der Volksbank Ostbevern und im Kirchenvorstand der Pfarrgemeinde St. Ambrosius. Doch seine große Leidenschaft war die historische Erforschung des Ortes Ostbevern. So war er als anerkannter Heimatforscher und Kirchenarchivar tätigt. Eickholt galt als fundierter Kenner der Geschichte Ostbeverns und der Westfalens, was sich in vielen Bücher, Aussätzen und Beträgen gründete. Er war mit Theresia Eickholt, geborene Niehoff, verheiratet.

## Werke (Auswahl)
- Ostbevern. Opfer der Weltkriege. Ostbevern 1990.
- Rengering. Münster 2004.
- Feuergeschichten. 1901–2001. Hundert Jahre Freiwillige Feuerwehr in Ostbevern. Herausgegeben aus Anlaß des 100-jährigen Bestehens der Freiwilligen, Warendorf 2001.
- Die Geschichte der Bauerschaftsschulen Horst und Wessel. Ostbevern 1995.
- Blutige Rache am jungen Kriegsknecht: Nachrichten über das Elend der Bevölkerung in Ostbevern. Ostbevern 1997.
- Als der NS-Staat auf Kasein setzte: hoffnungsvolle Gründung jetzt ärgerliche Ruine in Ostbevern. Ostbevern 1996.
- Ostbevern im Weltkrieg. Ostbevern 1993.